# Janelle Wong

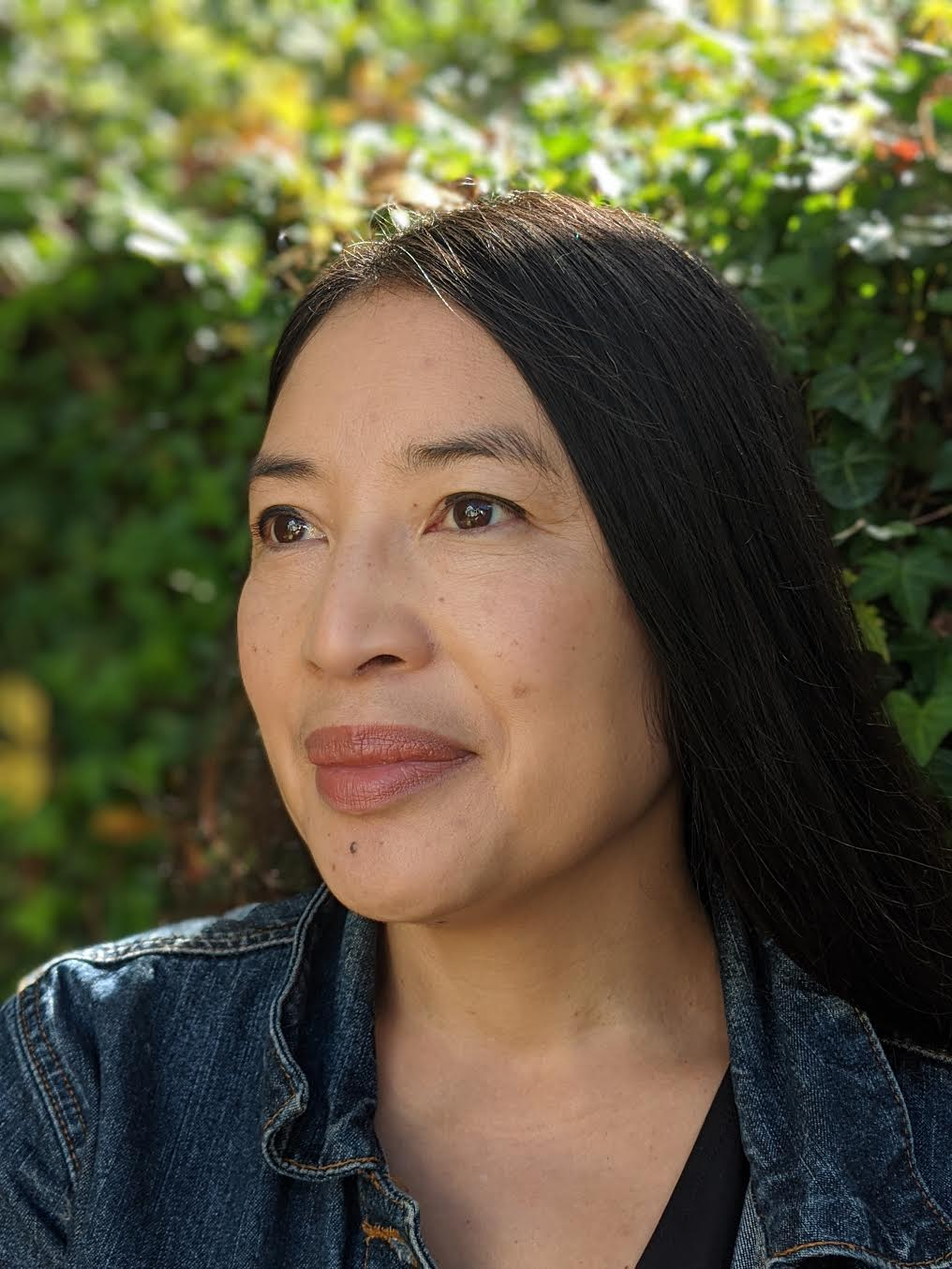
Janelle Wong

Janelle Wong (* in Yuba City) ist eine US-amerikanische Politikwissenschaftlerin und Professorin für Politikwissenschaft und American Studies und Asian American Studies an der University of Maryland, College Park. Ihre Forschungsgebiete sind: Immigration, Asian American Studies und Öffentliche Meinung. Ihr Buch Asian American political participation (2011) basiert auf der ersten nationalen, mehrsprachigen und multiethnischen Umfrage unter asiatischen Amerikanern. Ihre aktuelle Forschung gilt der wachsenden Zahl von Latino- und asiatisch-amerikanischen Evangelikalen und deren Rolle in der US-Politik.
Wong machte alle akademischen Abschlüsse im Fach Politikwissenschaft: Bachelor (1995) an der University of California, Los Angeles, Master 1998 und Ph.D. (2001) an der Yale University. Bevor sie 2012 an die University of Maryland ging, war sie Assistant Professor und Associate Professor an der University of Southern California.

## Schriften (Auswahl)
- Immigrants, evangelicals, and politics in an era of demographic change. Russell Sage Foundation, New York 2018, ISBN 978-0-87154-893-1.
- Asian American political participation. Emerging constituents and their political identities. Russell Sage Foundation, New York 2011, ISBN 978-0-87154-962-4.
- Democracy's promise. Immigrants & American civic institutions. University of Michigan Press, Ann Arbor 2006, ISBN 978-0-47209-913-9.
- Mit Pei-te Lien und M. Margaret Conway: The politics of Asian Americans. Diversity and community. Routledge, New York 2004, ISBN 0415934648.